# Onno Zwier van Haren
Onno Zwier van Haren est diplomate et écrivain néerlandais, né à Leeuwarden le 2 avril 1713 et mort le 2 septembre 1779.

## Biographie
Onno Zwier van Haren est le fils d'Adam Ernst van Haren (nl) et d'Amalia Henriëtte Wilhelmina du Tour. Marié avec Sara Adeleide van Huls, il est le beau-père de Willem van Hogendorp (nl).
Il remplit plusieurs missions diplomatiques, prit part aux manœuvres du parti orangiste, et composa des œuvres littéraires extrêmement remarquables, dont un grand nombre ont malheureusement été détruites dans un incendie. Parmi celles qui ont échappé à ce désastre, on remarque surtout Les Gueux (1769), poème où sont retracées les grandes luttes qui amenèrent l'affranchissement des Pays-Bas, et qui eut un succès européen (la meilleure édition est celle d'Amsterdam, 1785) des odes, dont la plus belle est celle qui a pour titre : A la liberté; des traductions en vers de Pindare et de l’Essai sur l'homme, de Pope un Mémoire sur les poèmes nationaux; des tragédies, Guillaume ler; Agon, sultane de Bantam, , etc.

## Œuvres
- 1769 : Les Gueux
- 1778 : Recherches historiques sur l'état de la religion chrétienne au Japon